# Старое Ракомо

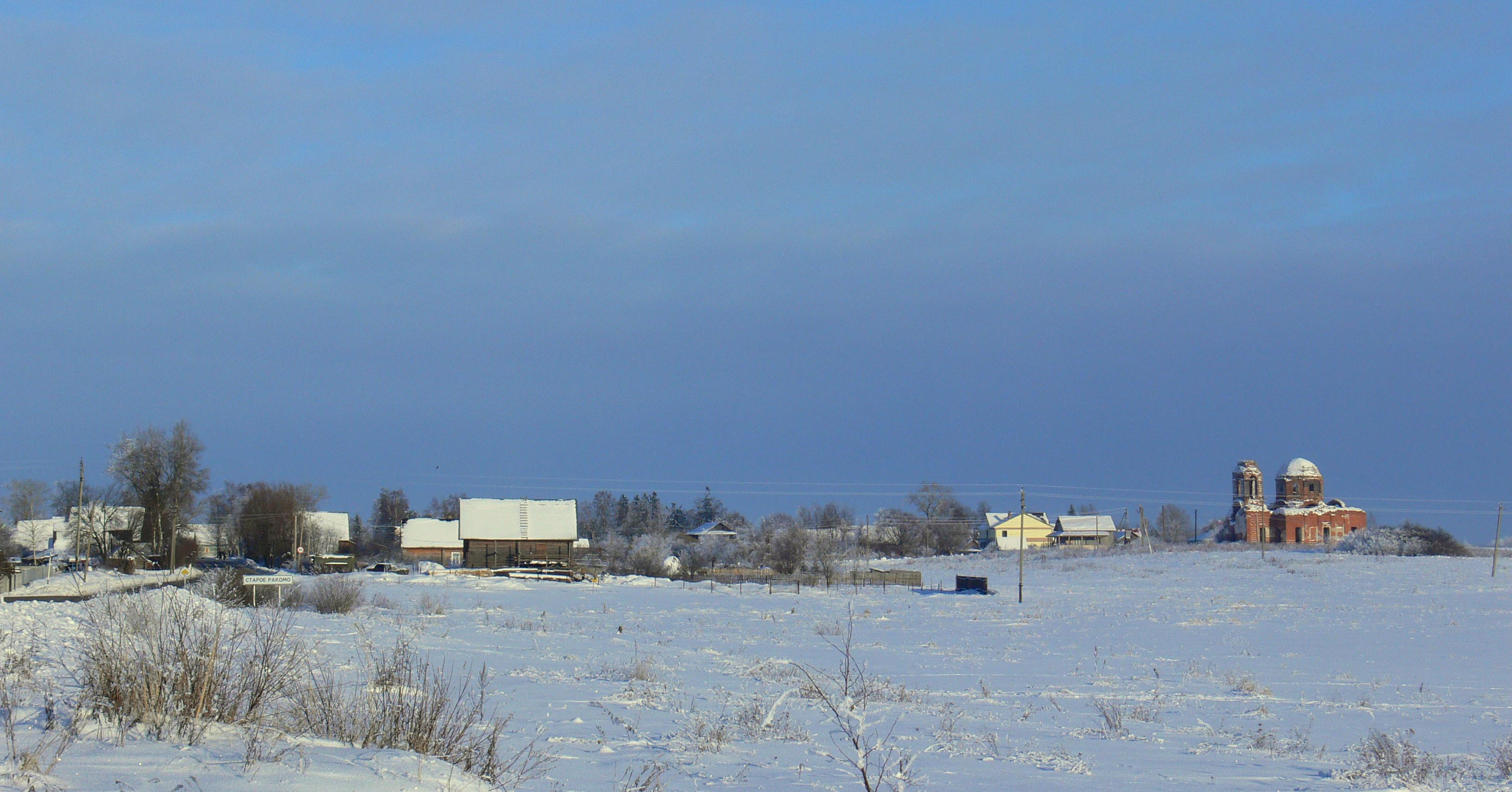
Южная оконечность деревни и Знаменская церковь

Старое Ра́комо — деревня в Новгородском районе Новгородской области России, административный центр Ракомского сельского поселения.

## География
Деревня расположена у реки Ракомка, близ западного побережья озера Ильмень, в 7 км к юго-западу от Великого Новгорода.
Улицы деревни: Новгородская, Центральная, Петропавловская, Цветочная, Школьная.

## История
Ракомо — один из древнейших сельских населённых пунктов, упомянутых в русских летописях. Упоминается под 1015 годом в связи с Ярославом Мудрым:

Когда Ярослав не знал еще об отцовской смерти, было у него множество варягов, и творили они насилие новгородцам и женам их. Новгородцы восстали и перебили варягов во дворе Поромоньем (поромони). И разгневался Ярослав, и пошел в село Ракомо, сел там во дворе. И послал к новгородцам сказать: «Мне уже тех не воскресить». И призвал к себе лучших мужей, которые перебили варягов, и, обманув их, перебил.

По результатам археологического изучения села выявлен культурный слой до 1 м. По результатам исследований 1939 года выяснено, что поселение возникло в конце 1-го тысячелетия н. э. в период освоения ильменскими словенами Поозерья.
По данным писцовой книги Шелонской пятины 1501 года: Ракомо — государево село в 47 дворов. Иван Грозный в 1584 году пожаловал село близлежащему Клопскому монастырю, но уже в XVII веке Ракомо опять относится к Дворцовому приказу. По данным писцовой книги Шелонской пятины 1629 года в селе было 50 дворов (45 тяглых и 5 бобылей), была церковь Фёдора Стратилата. В 1743 году была срублена новая церковь Фёдора Стратилата. В 1760 году Петром III Ракомская волость была пожалована голштинцу Дебрессану. Затем волость перешла к Рославлевым. В 1820 эти земли были куплены В. И. Семевским, в 1824 году на его средства был возведён каменный храм Знамения Божьей Матери с колокольней. В 1870 году владельцем стал офицер — Л. Е. Адамович. В начале XX века в селе с населением 500 человек было 100 дворов, в Ракомо была церковь и три часовни.
В настоящее время Знаменская церковь и её колокольня находятся в полуразрушенном состоянии.

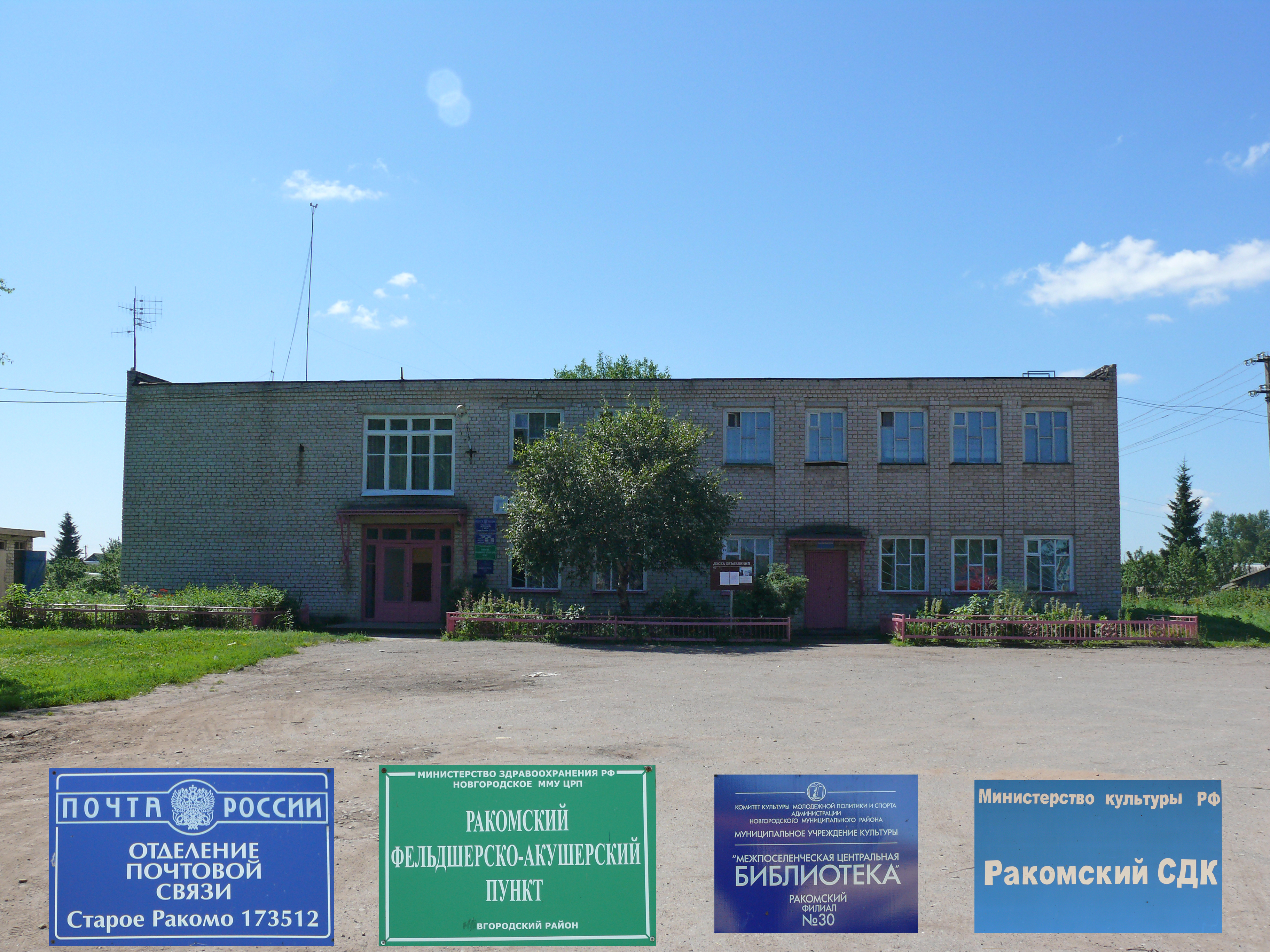
Здание в центре деревни. В нём располагается почта, библиотека, фельдшерско-акушерский пункт, дом культуры

## Население
| 2010 |
| ---- |
| 254  |